# Tasiilaq
Tasiilaq és un municipi de Groenlàndia que anteriorment rebia el nom d'Ammassalik o Angmagssalik. Va ser fundat l'any 1894. Té 1.930 habitants (2010). Es troba al sud-est de Groenlàndia i és el setè municipi més poblat de l'illa. Hi ha una estació de recerca científica, anomenada Estació Sermilik, a la glacera Mittivakkat prop de la ciutat.

## Història
Membres de la cultura Saqqaq van ser els primers a arribar a l'est de Groenlàndia des del nord, a través del que ara s'anomena Terra de Peary i Fiord Independència, la seva cultura va ser substituïda per la cultura Dorset.

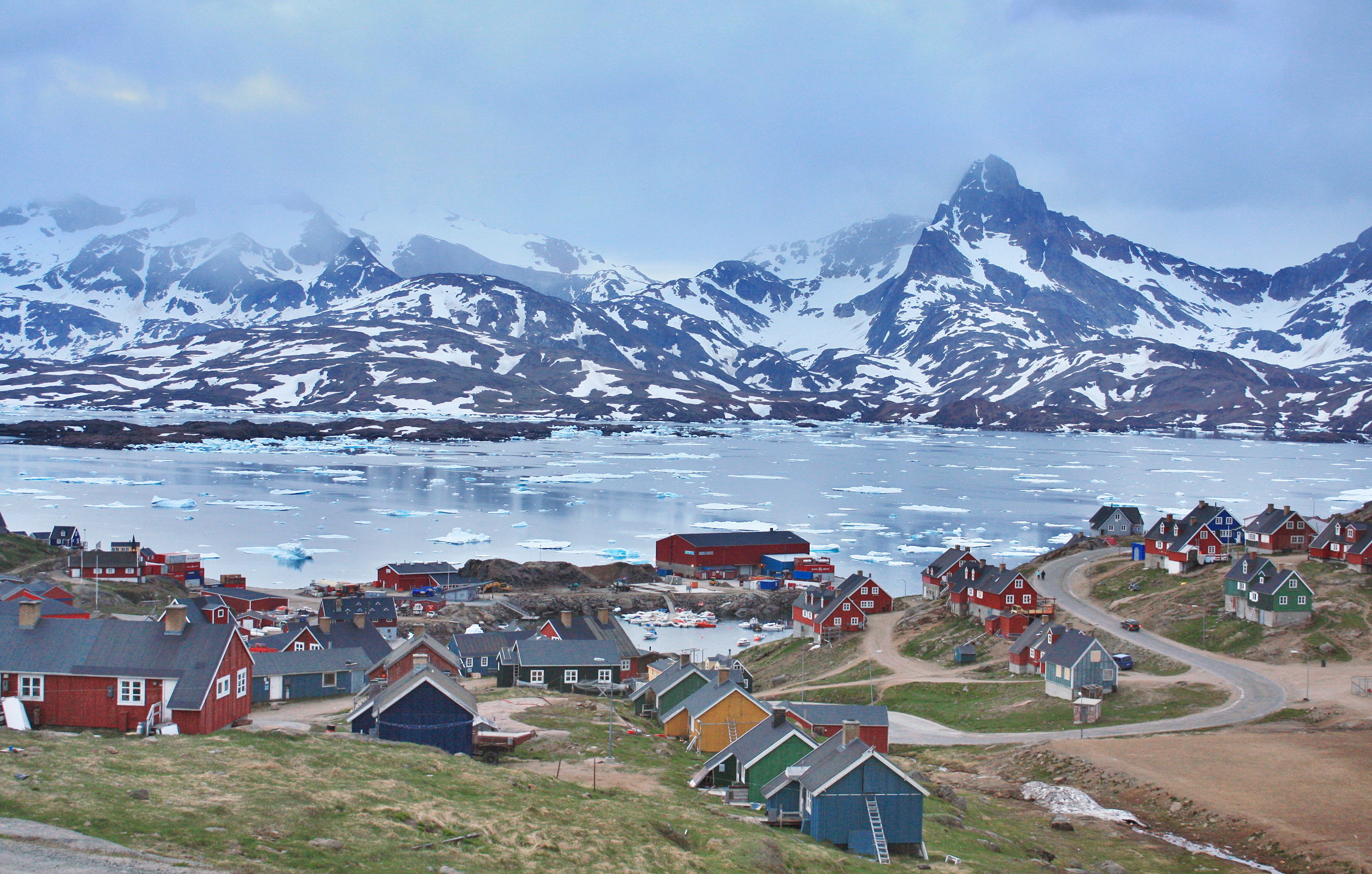
Tasiilaq durant l'estiu

La regió va quedar deserta durant uns dos-cents anys fins als assentaments de finals del segle xviii.
L'assentament permanent es va fundar l'any 1894 com una estació de comerç danesa. El canvi de nom respecte a l'antic Ammassalik (o Angmagssalik) es va fer oficial l'any 1997.

## Geografia
Tasiilaq es troba a uns 106 km al sud del cercle polar àrtic, a la costa sud de l'illa Ammassalik, sobre un port natural al fiord de Tasiilaq. anomenat Kong Oscars Havn per Alfred Gabriel Nathorst el 1883.

## Clima
Té un clima de tundra. La temperatura mitjana de gener és de -7,7 °C i la del mes de juliol és de 6,4 °C. Les precipitacions són relativament altes dins la zona àrtica i arriben a 979 litres anual, amb el màxim des de la tardor a l'hivern.